# Natale Palli

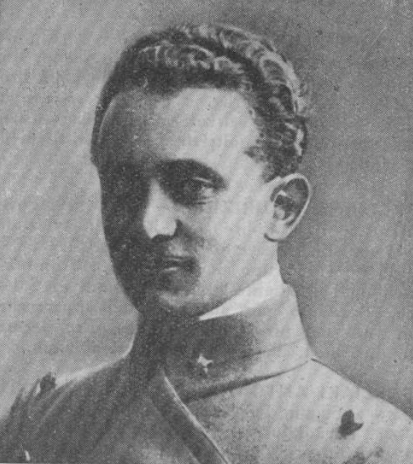
Natale Palli

Natale Palli (* 24. Juli 1895 in Casale Monferrato, Italien; † 23. März 1919 bei Sainte-Foy, Frankreich) war ein italienischer Pilot im Ersten Weltkrieg. Er steuerte beim Flug über Wien am 9. August 1918 die Maschine mit Gabriele D’Annunzio als Beisitzer.

## Leben
Natale Palli entstammte einer wohlhabenden Unternehmerfamilie aus Casale Monferato. Er besuchte zunächst die technische Oberschule in seiner Geburtsstadt und ging 1912 auf das Polytechnikum in Mailand.
1914 meldete er sich als Einjährig-Freiwilliger. Noch vor dem italienischen Kriegseintritt beendete er seinen Militärdienst im Rang eines Unteroffiziers, wurde aber unmittelbar nach Kriegsbeginn am 24. Mai 1915 zum 37. Infanterie-Regiment einberufen. Nach Erhalt des Einberufungsbefehls, bat er umgehend zum Piloten ausgebildet zu werden. Die folgende Grundausbildung schloss er erfolgreich mit der Beförderung zum Leutnant auf dem Flugfeld Mirafiori bei Turin ab. Anschließend machte er auf dem Militärflugplatz Cameri bei Novara auf einem Gabardini-Eindecker am 15. Oktober 1915 seinen Flugschein.
Ende Oktober wurde er an die Isonzofront zur 3. Armee versetzt, wo er als Artilleriebeobachter seine ersten Feindflüge unter anderem auf Caudron G-III flog. Im Juli 1916 wurde er zur 4. Armee in die Nähe von Belluno an die Dolomitenfront versetzt.
In der Folgezeit unternahm er immer längere Flüge und Aufklärungsmissionen mit der 84ª Squadriglia, der im Laufe des Krieges auch Aldo Finzi, Piero Massoni, Vincenzo Contratti und Giuseppe Sarti angehörten, die später mit Palli in der 87ª Squadriglia «Serenissima» am Flug über Wien teilnahmen. Dank seiner technischen Fähigkeiten trug er zur Beseitigung einiger Mängel an seiner Maschine bei, mittlerweile flog er eine Caudron G.IV, was ihm eine Belobigung von offizieller Seite einbrachte.
Mitte August 1917 verließ er seine Einheit, um in Malpensa sich mit dem Jagdflugzeug Nieuport 11 vertraut zu machen. Bis dahin hatte der in der Zwischenzeit mit einer Tapferkeitsmedaille in Bronze und Silber ausgezeichnete Palli über 60 Feindflüge hinter sich gebracht. Einen Monat später stieg er auf die Ansaldo S.V.A. um, von der er sich begeistert zeigte. Nach der erfolgreichen Flugprüfung auf dem Typ, lehnte er ein Angebot als Fluglehrer ab und zog den Dienst an der Front vor. In der Folge bildete er zusammen mit Bartolomeo Arrigoni die 1. Sektion S.V.A., die der 75ª Squadriglia angeschlossen wurde.

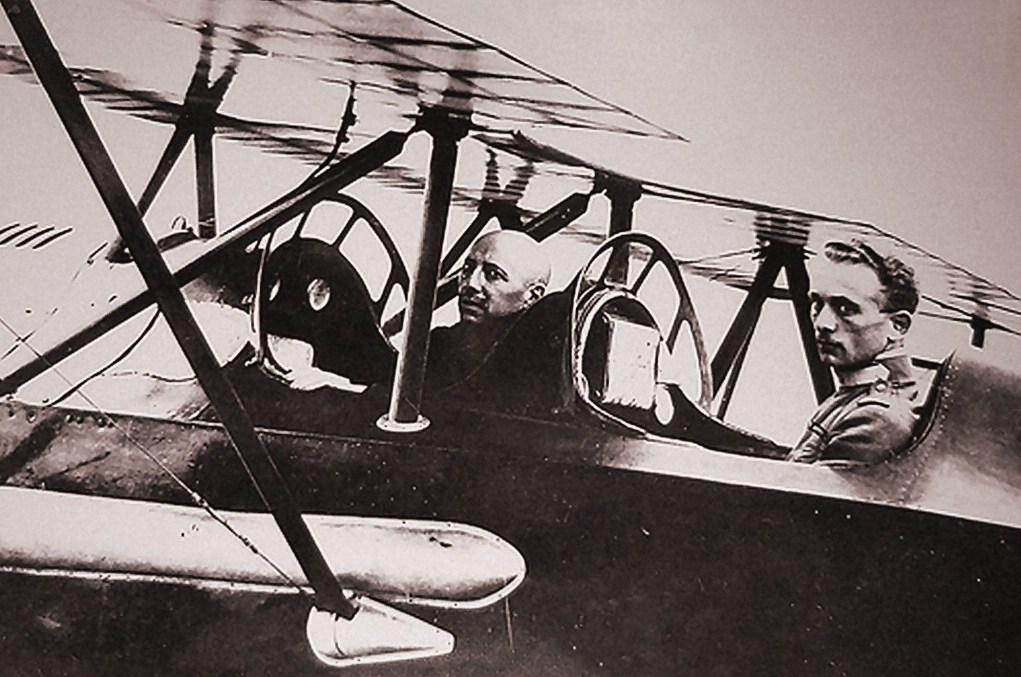
Natale Palli und Gabriele D’Annunzio

Infolge der Zwölften Isonzoschlacht wurde Palli erst nach Verona und anschließend nach Sovizzo in der Provinz Vicenza versetzt. In der Folgezeit machte der mittlerweile zum Hauptmann beförderte Palli durch mehrere erfolgreich Einsätze auf sich aufmerksam. So führte er eine Staffel mit vier Maschinen am 20. Februar 1918 nach Innsbruck und bombardierte dort im Tiefflug den Hauptbahnhof von Innsbruck, wofür er mit einer weiteren Bronzenen Tapferkeitsmedaille ausgezeichnet wurde. Palli galt zu dieser Zeit als einer der Experten in der strategischen Aufklärung und wurde der Regia Marina unterstellt, für die er mehrere Fernaufklärungsflüge an der östlichen Adriaküste unternahm. Bei einem dieser Flüge wurde seine Maschine Ende Mai 1918 über Pola von der österreichisch-ungarischen Flugabwehr schwer beschädigt. Mit Geschick gelang es Palli, seine S.V.A. hinter den eigenen Linien zu landen.
Am 9. August 1918 dirigierte er, mittlerweile war er zur 87ª Squadriglia versetzt worden, eine Staffel aus sieben Maschinen von San Pelagio bei Padua nach Wien. Dabei benutzte er eine eigens für den Flug umgebaute doppelsitzige S.V.A. 10, in der Gabriele D’Annunzio als Beisitzer Platz fand. Für den Flug über Wien wurde er mit dem Ritterkreuz des Militärordens von Savoyen ausgezeichnet. Ende August 1918 flog er als Testpilot das neue Jagdflugzeug Ansaldo A.1 Balilla, bevor er Anfang September das Kommando der 87ª Squadriglia übernahm. Am 22. September 1918 unternahm Palli eine zweite Mission mit D’Annunzio, der Palli als seinen kleinen großen Bruder bezeichnete, als beide die Schlachtfelder der Marne an der Westfront überflogen, an der das II. italienische Korps in Stellung lag.
Kurz vor Ende des Krieges am 29. Oktober 1918 kehrte sein jüngerer Bruder Silvio Palli, ebenfalls Pilot, von einem Einsatz nicht mehr zurück. Ein weiterer Bruder, Italo Palli, wurde im Zweiten Weltkrieg über Libyen abgeschossen. Nach Kriegsende wollte Natale Palli sein unterbrochenes Studium der Ingenieurwissenschaften wiederaufnehmen. Dazu kam er nicht mehr, da er im Wettstreit mit dem französischen Piloten Jules Vèdrines beim Versuch, in einem Nonstopflug Paris zu erreichen, am 20. März 1919 den Tod fand. Bei schlechtem Wetter über den Savoyer Alpen musste er seine S.V.A. auf dem Gletscher des Mont Pourri notlanden. Die spätere Untersuchung ergab, dass es ihm zwar gelang, die Bruchlandung weitgehend unverletzt zu überleben und aus dem Wrack zu steigen, er aber an Erschöpfung und Kälte nur 200 Meter von einer Schutz bietenden Hütte bei Sainte-Foy starb, wo er am 22. März 1919 aufgefunden wurde.

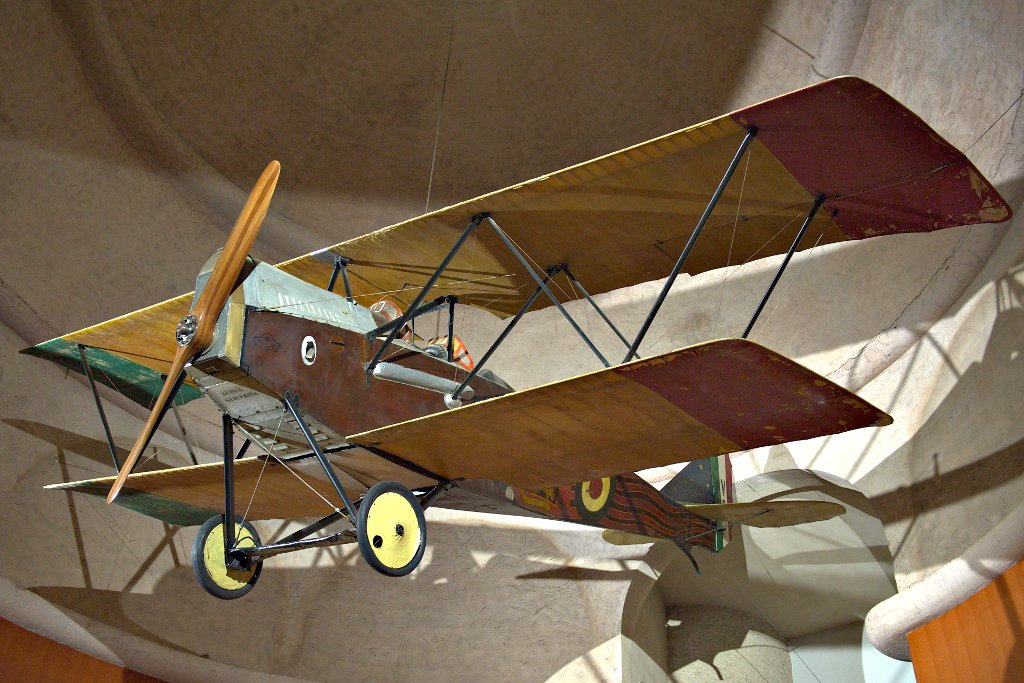
Die von Palli beim Flug auf Wien mit D’Annunzio gesteuerte S.V.A. 10

## Rezeption
Der Tod Pallis löste ein großes Echo in Italien aus. D’Annunzio hielt beim Begräbnis in Casale Monferato die Grabrede. Das Wrack der S.V.A. wurde im darauffolgenden Sommer nach der Schneeschmelze auf einer Höhe von 3100 m entdeckt und geborgen. In den 1920er Jahren wurde an seinem Geburtshaus eine Gedenkplatte des Künstlers Leonardo Bistolfi eingelassen und an der Stelle, an der man ihn fand, ein Gedenkstein errichtet.
Nach ihm ist das Stadion in Casale Monferato, das Stadio Natale Palli, und nach ihm und seinem Bruder Silvio der Militärflugplatz in Cameri benannt. Im Vittoriale degli italiani, dem Domizil D’Annunzios in Gardone Riviera am Gardasee, ist die beim Flug über Wien benutzte Maschine vom Typ S.V.A. 10 ausgestellt, während die von Palli als Testpilot geflogene Ansaldo A.1 Balilla im Luftfahrtmuseum Gianni Caproni in Trient aufbewahrt ist.